# Пас Крисчан (Мисисипи)
Пас Крисчан (енгл. Pass Christian) град је у америчкој савезној држави Мисисипи.

## Демографија
По попису из 2010. године број становника је 4.613, што је 1.966 (-29,9%) становника мање него 2000. године.
| Група             | 2000.         | 2010.         |
| Белци             | 4.287 (65,2%) | 2.894 (62,7%) |
| Афроамериканци    | 1.853 (28,2%) | 1.285 (27,9%) |
| Азијати           | 229 (3,5%)    | 182 (3,9%)    |
| Хиспаноамериканци | 115 (1,7%)    | 138 (3,0%)    |
| Укупно            | 6.579         | 4.613         |